# Castielfabib
Castielfabib este un oraș în provincia Valencia din Spania.

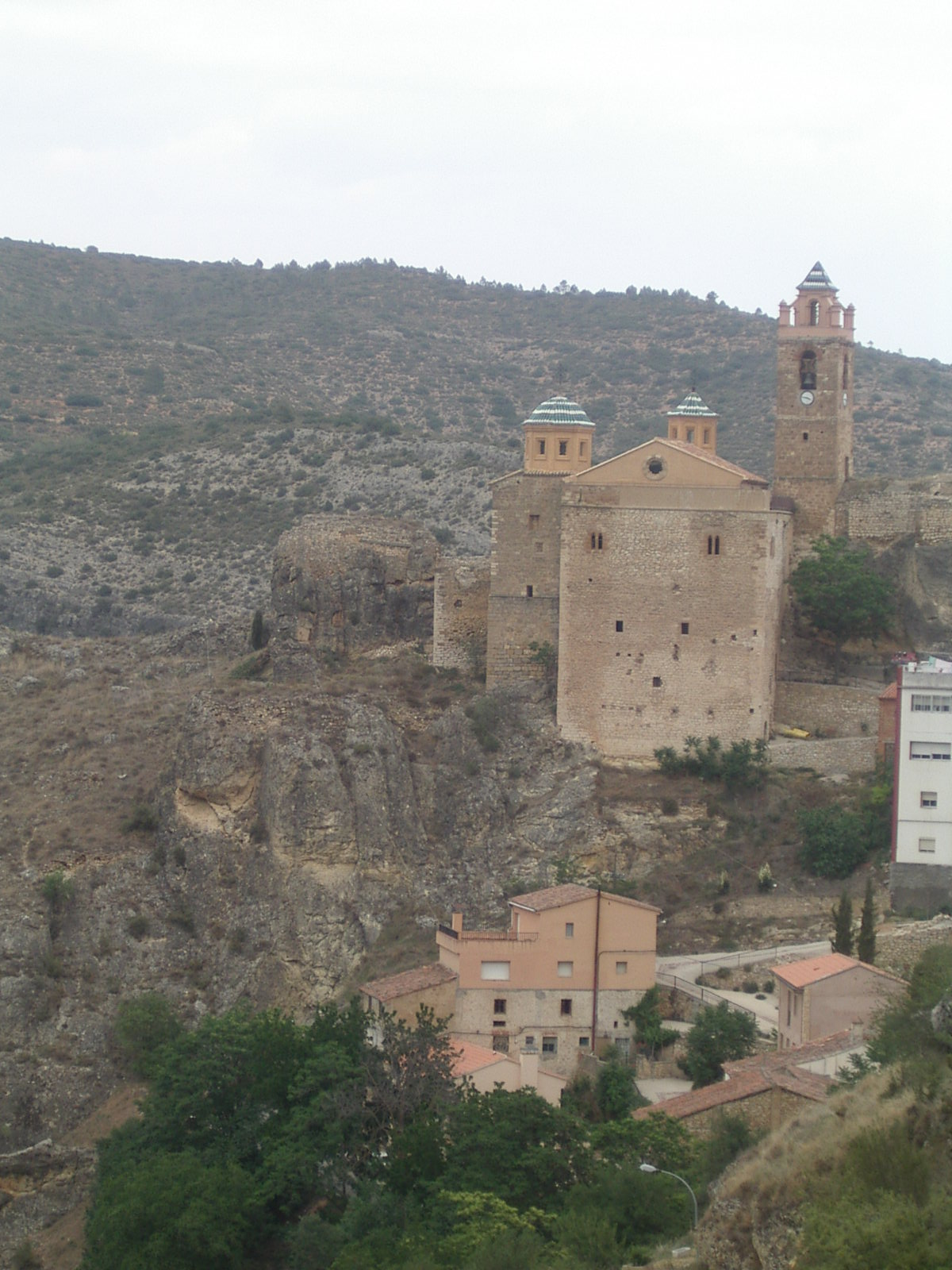
Biserica-cetate din Castielfabib. Castielfabib. Secol XIII